# Цзэн Джем
Джем Цзэн  (тур. Cem Zeng, также известный, как Джем Зенгы тур. Cem Zengi, урождённый Чжэн Чанггонг кит. 郑长弓; Пустой шаблон {{ВД-Преамбула}} ) — турецкий игрок в настольный теннис китайского происхождения. С 2006 года он играет за «Фенербахче ТТ»; он также играл за «Цюань Син Сы Чуань» в Китае.

## Основные достижения
- Играл за олимпийскую сборную Турции на Олимпийских играх 2008 года в Пекине (Китай)[4];
- 3-кратный чемпион Турецкой Суперлиги;
- 1 раз становился финалистом Кубок ETTU;
- 2 раза становился победителем конференции «Спасите Большую Белую Панду»[5].